# День Дарвіна

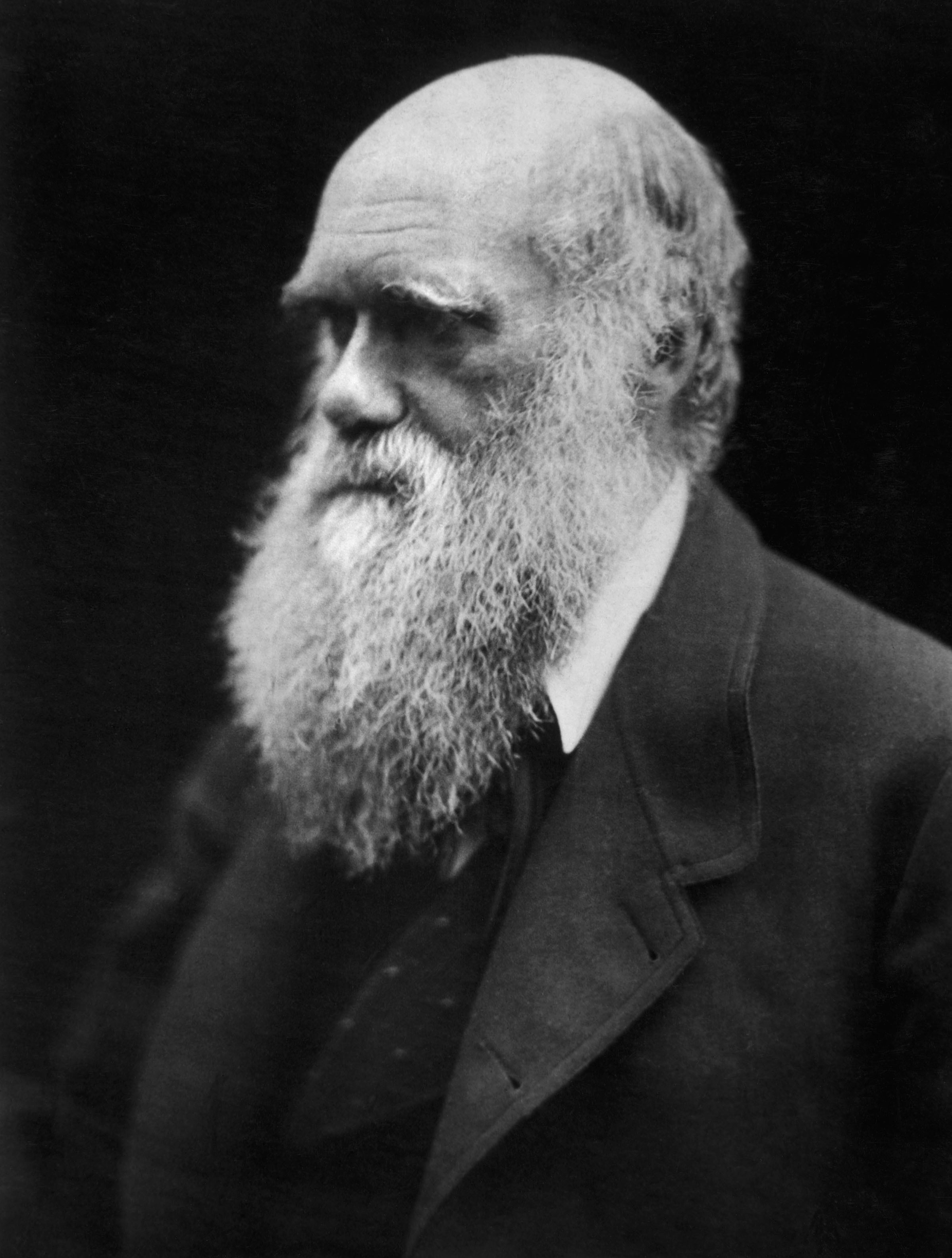
12 лютого
День Дарвіна

День Дарвіна — міжнародне свято, приурочене до дня народження Чарльза Дарвіна. Свято відзначається 12 лютого кожного року та присвячено внеску Дарвіна в науку, а також популяризації науки. Відзначається в усьому світі. Місія Міжнародного дня Дарвіна полягає в тому, щоб надихнути людей по всьому світу, щоб вони використовували принципи інтелектуальної хоробрості, наукової цікавості, мислення та прагнення правди, як це втілював Чарлз Дарвін.. До цього дня можуть бути приурочені громадські церемонії з офіційними промовами, освітні симпозіуми, урочисті обіди та вечірки, виставки, обговорення книг, прийоми та інші заходи.

## Історія
Організований рух по відзначенню Дня Дарвіна розпочався з трьома ентузіастами: доктором Робертом Стефенсом (англ. Robert Stephens), який зацікавив спільноту в Силіконовій долині щодо започаткування щорічного святкування Дарвіна в 1995 році; професором Массімо Піглючі (англ. Massimo Pigliucci), який також організував щорічні відзначення в Університеті Теннессі (англ. University of Tennessee), починаючи з 1997 року; Амандою Чесуорт (англ. Amanda Chesworth) яка приєдналася до Р. Стівенса, щоб офіційно включити програму Дня Дарвіна в Нью-Мексико в 2000 році.
Вебсайт Дня Дарвіна був створений у 2003 році.